# Electricity (film)
Electricity  è un film del 2014 diretto da Bryn Higgins.

## Trama
Una donna lascia la sua città natale balneare alla ricerca di suo fratello, da lungo tempo scomparso. Durante il viaggio sperimenterà allucinazioni causate dalla sua epilessia.